# Teiichi Aramaki
Pour les articles homonymes, voir Aramaki.
Teiichi Aramaki (荒巻 禎一, Aramaki Tei'ichi), né le 22 juillet 1931 à Fukuoka, est un fonctionnaire, avocat et homme politique japonais, gouverneur de la préfecture de Kyoto pendant quatre mandats, de 1986 à 2002.

## Biographie
Né à Fukuoka le 22 juillet 1931, Teiichi Aramaki complète ses études secondaires en étudiant quatre années au collège préfectoral Shūyūkan de Fukuoka (福岡県中学修猷館), puis un an au lycée de Fukuoka (ja) (福岡高等学校). Il sort diplômé de la faculté de droit de l'université de Kyūshū.
En 1953, à l'âge de 21 ans, il passe l'examen d'entrée au barreau et est admis au barreau. Il rejoint le ministère de l'Intérieur l'année suivante. Aramaki occupe par la suite plusieurs postes administratifs au sein de différentes agences nationales. En 1963, il devient directeur de la gestion du comité d'Éducation de la préfecture de Kyoto (ja) (京都府教育委員会). En 1965, il devient directeur adjoint de la division de la fonction publique du ministère des Affaires intérieures. À partir de 1971, il est chercheur du secrétariat ministériel au ministère des Affaires intérieures, ainsi que directeur de la division des Affaires intérieures de la préfecture de Kyoto, puis devient conseiller au secrétaire du directeur général de l'agence nationale du Territoire (ja) en 1974. 
En mai 1978, il devient vice-gouverneur de la préfecture de Kyoto, sous Yukio Hayashida. À la retraite de Hayashida, Aramaki se présente aux élections gouvernorales et est élu le 6 avril 1986 face à Takayuki Yoshida, soutenu par les communistes. Il est réélu à trois autres reprises, aux élections de 1990, de 1994 et de 1998. En tant que gouverneur, il œuvre à la concrétisation du projet de construction du barrage de Hiyoshi (en), à la création de la Kansai Science City (en), une ville nouvelle s'étalant notamment sur le sud de la préfecture de Kyoto, ainsi que la construction de l'autoroute Kyoto Jūkan (ja). Il encadre aussi les célébrations des 1 200 ans de la création de Heian-kyō, les projets de développement des rivières de la préfecture de Kyoto et la promotion des produits locaux issus de l'agriculture, de la pêche et de la sylviculture. Il prend sa retraite politique à l'issue de son quatrième mandat le 15 avril 2002.
Il est par la suite devenu directeur du musée de Kyoto (en) en avril 2003. Depuis 2005, il est président du prix de l'Association des écoles privées de Kyoto. Le 1er avril 2008, il devient le premier président de la Corporation des universités publiques de la préfecture de Kyoto, et est réélu pour un deuxième mandat le 1er avril 2012. En juin 2018, Aramaki est remplacé en tant que directeur du musée de Kyoto par Keiji Yamada, qui a aussi été gouverneur de la préfecture,.
Son fils Ryūzō (ja) est devenu membre de la Chambre d'assemblée de la préfecture de Kyoto (ja), ainsi que membre de la Chambre des représentants. Son beau-père est l'ancien gouverneur de la préfecture de Nagasaki Katsuya Satō (ja).

## Résultats électoraux
| Inscrits                 | Inscrits                          | Inscrits                 | 2 009 743 |             |  |  |
| Abstentions              | Abstentions                       | Abstentions              | 1 123 229 | 55,89 %     |  |  |
| Votants                  | Votants                           | Votants                  | 886 514   | 44,11 %     |  |  |
|                          |                                   |                          |           |             |  |  |
| Bulletins enregistrés    | Bulletins enregistrés             | Bulletins enregistrés    | 886 514   |             |  |  |
| Bulletins blancs ou nuls | Bulletins blancs ou nuls          | Bulletins blancs ou nuls | 12 412    | 1,4 %       |  |  |
| Suffrages exprimés       | Suffrages exprimés                | Suffrages exprimés       | 874 102   | 98,6 %      |  |  |
|                          |                                   |                          |           |             |  |  |
|                          | Candidat                          | Parti                    | Suffrages | Pourcentage |  |  |
|                          | Teiichi Aramaki (sortant) (réélu) | Indépendant              | 512 238   | 58,6 %      |  |  |
|                          | Akira Morikawa                    | Indépendant              | 361 864   | 41,4 %      |  |  |

| Inscrits                 | Inscrits                          | Inscrits                 | 1 940 275 |             |  |  |
| Abstentions              | Abstentions                       | Abstentions              | 1 105 604 | 56,98 %     |  |  |
| Votants                  | Votants                           | Votants                  | 834 671   | 43,02 %     |  |  |
|                          |                                   |                          |           |             |  |  |
| Bulletins enregistrés    | Bulletins enregistrés             | Bulletins enregistrés    | 834 671   |             |  |  |
| Bulletins blancs ou nuls | Bulletins blancs ou nuls          | Bulletins blancs ou nuls | 9 105     | 1,09 %      |  |  |
| Suffrages exprimés       | Suffrages exprimés                | Suffrages exprimés       | 825 566   | 98,91 %     |  |  |
|                          |                                   |                          |           |             |  |  |
|                          | Candidat                          | Parti                    | Suffrages | Pourcentage |  |  |
|                          | Teiichi Aramaki (sortant) (réélu) | Indépendant              | 539 952   | 65,4 %      |  |  |
|                          | Manpei Kimura (ja)                | Indépendant              | 285 614   | 34,6 %      |  |  |

| Inscrits                 | Inscrits                          | Inscrits                                             | 1 864 955 |             |  |  |
| Abstentions              | Abstentions                       | Abstentions                                          | 1 049 265 | 56,26 %     |  |  |
| Votants                  | Votants                           | Votants                                              | 815 690   | 43,74 %     |  |  |
|                          |                                   |                                                      |           |             |  |  |
| Bulletins enregistrés    | Bulletins enregistrés             | Bulletins enregistrés                                | 815 690   |             |  |  |
| Bulletins blancs ou nuls | Bulletins blancs ou nuls          | Bulletins blancs ou nuls                             | 6 132     | 0,75 %      |  |  |
| Suffrages exprimés       | Suffrages exprimés                | Suffrages exprimés                                   | 809 558   | 99,25 %     |  |  |
|                          |                                   |                                                      |           |             |  |  |
|                          | Candidat                          | Parti                                                | Suffrages | Pourcentage |  |  |
|                          | Teiichi Aramaki (sortant) (réélu) | Indépendant                                          | 503 623   | 62,21 %     |  |  |
|                          | Manpei Kimura (ja)                | Indépendant                                          | 303 279   | 37,46 %     |  |  |
|                          | Yukio Hirayama                    | Okajima Kazuo Kirenkai (岡島一夫輝励会)              | 1 107     | 0,14 %      |  |  |
|                          | Kiyomi Yoshihiro                  | Hoppō Ryōdo Taisaku Kyōgikai (北方領土対策協議会)    | 828       | 0,1 %       |  |  |
|                          | Sanjūshi Kusunoki                 | Seigi Kessha Nihon Kōmintō (ja) (政治結社日本皇民党) | 721       | 0,09 %      |  |  |

| Inscrits                 | Inscrits                 | Inscrits                 | 1 815 198 |             |  |  |
| Abstentions              | Abstentions              | Abstentions              | 952 446   | 52,47 %     |  |  |
| Votants                  | Votants                  | Votants                  | 862 752   | 47,53 %     |  |  |
|                          |                          |                          |           |             |  |  |
| Bulletins enregistrés    | Bulletins enregistrés    | Bulletins enregistrés    | 862 752   |             |  |  |
| Bulletins blancs ou nuls | Bulletins blancs ou nuls | Bulletins blancs ou nuls | 8 144     | 0,94 %      |  |  |
| Suffrages exprimés       | Suffrages exprimés       | Suffrages exprimés       | 854 608   | 99,06 %     |  |  |
|                          |                          |                          |           |             |  |  |
|                          | Candidat                 | Parti                    | Suffrages | Pourcentage |  |  |
|                          | Teiichi Aramaki (élu)    | Indépendant              | 527 676   | 61,74 %     |  |  |
|                          | Takayuki Yoshida         | Indépendant              | 326 932   | 38,26 %     |  |  |

## Distinctions
- Grand cordon de l'ordre du Trésor sacré[11]